# Ampelisca abyssicola
Ampelisca abyssicola är en kräftdjursart. Ampelisca abyssicola ingår i släktet Ampelisca och familjen Ampeliscidae. Inga underarter finns listade i Catalogue of Life.